# Mama Samba Baldé
Mama Samba Baldé (Bissau, 6 novembre 1995) è un calciatore guineense, attaccante del Brest e della nazionale guineese.

## Caratteristiche tecniche
È una punta centrale.

## Carriera

### Club
Ha giocato nella prima divisione portoghese ed in quella francese.

### Nazionale
Ha esordito in nazionale nel 2019; nel 2019, 2021 e 2023 ha partecipato alla Coppa d'Africa.

## Statistiche

### Presenze e reti nei club
Statistiche aggiornate al 26 febbraio 2023.
| Stagione                  | Squadra                   | Campionato                | Campionato | Campionato | Coppe nazionali | Coppe nazionali | Coppe nazionali | Coppe continentali | Coppe continentali | Coppe continentali | Altre coppe | Altre coppe | Altre coppe | Totale | Totale | Totale |
| Stagione                  | Squadra                   | Comp                      | Pres       | Reti       | Comp            | Pres            | Reti            | Comp               | Pres               | Reti               | Comp        | Pres        | Reti        | Pres   | Reti   |        |
| ------------------------- | ------------------------- | ------------------------- | ---------- | ---------- | --------------- | --------------- | --------------- | ------------------ | ------------------ | ------------------ | ----------- | ----------- | ----------- | ------ | ------ | ------ |
| 2013-2014                 | Sintrense                 | TD                        | 1          | 0          | CP+CdL          | 0               | 0               |                    | -                  | -                  |             | -           | -           | 1      | 0      |        |
| 2013-2014                 | Sporting Lisbona B        | LdH                       | 1          | 0          |                 | -               | -               |                    | -                  | -                  |             | -           | -           | 1      | 0      |        |
| 2014-2015                 | Sporting Lisbona B        | LdH                       | 2          | 0          |                 | -               | -               |                    | -                  | -                  |             | -           | -           | 2      | 0      |        |
| 2014-2015                 | Benfica e C.B.            | 3D                        | 9          | 1          | CP+CdL          | 0               | 0               |                    | -                  | -                  |             | -           | -           | 9      | 1      |        |
| 2015-2016                 | Sporting Lisbona B        | LdH                       | 38         | 1          |                 | -               | -               |                    | -                  | -                  |             | -           | -           | 38     | 1      |        |
| 2016-2017                 | Sporting Lisbona B        | LdH                       | 17         | 0          |                 | -               | -               |                    | -                  | -                  |             | -           | -           | 17     | 0      |        |
| Totale Sporting Lisbona 2 | Totale Sporting Lisbona 2 | Totale Sporting Lisbona 2 | 55         | 1          |                 | -               | -               |                    | -                  | -                  |             | -           | -           | 55     | 1      |        |
| 2017-2018                 | Desp. Aves                | PL                        | 13         | 3          | CP+CdL          | 3+1             | 0               |                    | -                  | -                  |             | -           | -           | 17     | 3      |        |
| 2018-2019                 | Desp. Aves                | PL                        | 28         | 8          | CP+CdL          | 3+3             | 1+1             |                    | -                  | -                  | SP          | 1           | 0           | 2      | 0      |        |
| Totale Desportivo Aves    | Totale Desportivo Aves    | Totale Desportivo Aves    | 41         | 11         |                 | 10              | 2               |                    | -                  | -                  |             | 1           | 0           | 52     | 13     |        |
| 2019-2020                 | Digione                   | L1                        | 24         | 6          | CF+CdL          | 3+1             | 0               |                    | -                  | -                  |             | -           | -           | 30     | 6      |        |
| 2020-2021                 | Digione                   | L1                        | 29         | 7          | CF              | 0               | 0               |                    | -                  | -                  |             | -           | -           | 29     | 7      |        |
| Totale Digione            | Totale Digione            | Totale Digione            | 53         | 13         |                 | 4               | 0               |                    | -                  | -                  |             | -           | -           | 57     | 13     |        |
| 2021-2022                 | Troyes                    | L1                        | 30         | 3          | CF              | 0               | 0               |                    | -                  | -                  |             | -           | -           | 30     | 3      |        |
| 2022-2023                 | Troyes                    | L1                        | 34         | 12         | CF              | 1               | 0               |                    | -                  | -                  |             | -           | -           | 35     | 12     |        |
| Totale Troyes             | Totale Troyes             | Totale Troyes             | 64         | 15         |                 | 1               | 0               |                    | -                  | -                  |             | -           | -           | 65     | 15     |        |
| 2023-2024                 | Olympique Lione           | L1                        | 10         | 0          | CF              | 0               | 0               | -                  | -                  | -                  | -           | -           | -           | 10     | 0      |        |
| Totale carriera           | Totale carriera           | Totale carriera           | 236        | 41         |                 | 15              | 2               |                    | -                  | -                  |             | 1           | 0           | 252    | 43     |        |

### Cronologia presenze e reti in nazionale
| Cronologia completa delle presenze e delle reti in nazionale ― Guinea-Bissau | Cronologia completa delle presenze e delle reti in nazionale ― Guinea-Bissau | Cronologia completa delle presenze e delle reti in nazionale ― Guinea-Bissau | Cronologia completa delle presenze e delle reti in nazionale ― Guinea-Bissau | Cronologia completa delle presenze e delle reti in nazionale ― Guinea-Bissau | Cronologia completa delle presenze e delle reti in nazionale ― Guinea-Bissau | Cronologia completa delle presenze e delle reti in nazionale ― Guinea-Bissau | Cronologia completa delle presenze e delle reti in nazionale ― Guinea-Bissau |
| Data                                                                         | Città                                                                        | In casa                                                                      | Risultato                                                                    | Ospiti                                                                       | Competizione                                                                 | Reti                                                                         | Note                                                                         |
| ---------------------------------------------------------------------------- | ---------------------------------------------------------------------------- | ---------------------------------------------------------------------------- | ---------------------------------------------------------------------------- | ---------------------------------------------------------------------------- | ---------------------------------------------------------------------------- | ---------------------------------------------------------------------------- | ---------------------------------------------------------------------------- |
| 8-6-2019                                                                     | Penafiel                                                                     | Angola                                                                       | 1 – 0                                                                        | Guinea-Bissau                                                                | Amichevole                                                                   | -                                                                            | 46’                                                                          |
| 25-6-2019                                                                    | Ismailia                                                                     | Camerun                                                                      | 2 – 0                                                                        | Guinea-Bissau                                                                | Coppa d'Africa 2019 - 1º turno                                               | -                                                                            | 71’                                                                          |
| 29-6-2019                                                                    | Ismailia                                                                     | Benin                                                                        | 0 – 0                                                                        | Guinea-Bissau                                                                | Coppa d'Africa 2019 - 1º turno                                               | -                                                                            | 86’                                                                          |
| 2-7-2019                                                                     | Suez                                                                         | Guinea-Bissau                                                                | 0 – 2                                                                        | Ghana                                                                        | Coppa d'Africa 2019 - 1º turno                                               | -                                                                            |                                                                              |
| 4-9-2019                                                                     | Sao Tomé                                                                     | São Tomé e Príncipe                                                          | 0 – 1                                                                        | Guinea-Bissau                                                                | Qual. Mondiali 2022                                                          | -                                                                            | 76’ 82’                                                                      |
| 10-9-2019                                                                    | Bissau                                                                       | Guinea-Bissau                                                                | 2 – 1                                                                        | São Tomé e Príncipe                                                          | Qual. Mondiali 2022                                                          | -                                                                            | 74’                                                                          |
| 17-11-2019                                                                   | Brazzaville                                                                  | Rep. del Congo                                                               | 3 – 0                                                                        | Guinea-Bissau                                                                | Qual. Mondiali 2022                                                          | -                                                                            | 67’                                                                          |
| 8-10-2020                                                                    | Rio Maior                                                                    | Guinea-Bissau                                                                | 1 – 0                                                                        | Mozambico                                                                    | Amichevole                                                                   | -                                                                            |                                                                              |
| 11-11-2020                                                                   | Thiès                                                                        | Senegal                                                                      | 2 – 0                                                                        | Guinea-Bissau                                                                | Qual. Coppa d'Africa 2021                                                    | -                                                                            | 74’                                                                          |
| 15-11-2020                                                                   | Bissau                                                                       | Guinea-Bissau                                                                | 0 – 1                                                                        | Senegal                                                                      | Qual. Coppa d'Africa 2021                                                    | -                                                                            | 81’                                                                          |
| 1-9-2021                                                                     | Nouakchott                                                                   | Guinea-Bissau                                                                | 1 – 1                                                                        | Guinea                                                                       | Qual. Mondiali 2022                                                          | -                                                                            | 86’                                                                          |
| 7-9-2021                                                                     | Khartoum                                                                     | Sudan                                                                        | 2 – 4                                                                        | Guinea-Bissau                                                                | Qual. Mondiali 2022                                                          | 1                                                                            | 66’                                                                          |
| 6-10-2021                                                                    | Rabat                                                                        | Marocco                                                                      | 5 – 0                                                                        | Guinea-Bissau                                                                | Qual. Mondiali 2022                                                          | -                                                                            | 35’ 70’                                                                      |
| 11-1-2022                                                                    | Garoua                                                                       | Sudan                                                                        | 0 – 0                                                                        | Guinea-Bissau                                                                | Coppa d'Africa 2021 - 1º turno                                               | -                                                                            | 73’                                                                          |
| 15-1-2022                                                                    | Garoua                                                                       | Guinea-Bissau                                                                | 0 – 1                                                                        | Egitto                                                                       | Coppa d'Africa 2021 - 1º turno                                               | -                                                                            |                                                                              |
| 19-1-2022                                                                    | Garoua                                                                       | Guinea-Bissau                                                                | 0 – 2                                                                        | Nigeria                                                                      | Coppa d'Africa 2021 - 1º turno                                               | -                                                                            | 88’                                                                          |
| 13-6-2022                                                                    | Conakry                                                                      | Sierra Leone                                                                 | 2 – 2                                                                        | Guinea-Bissau                                                                | Qual. Coppa d'Africa 2023                                                    | -                                                                            | 9’                                                                           |
| 24-3-2023                                                                    | Abuja                                                                        | Nigeria                                                                      | 0 – 1                                                                        | Guinea-Bissau                                                                | Qual. Coppa d'Africa 2023                                                    | 1                                                                            | 52’ 76’                                                                      |
| 27-3-2023                                                                    | Bissau                                                                       | Guinea-Bissau                                                                | 0 – 1                                                                        | Nigeria                                                                      | Qual. Coppa d'Africa 2023                                                    | -                                                                            | 81’                                                                          |
| 14-6-2023                                                                    | Bissau                                                                       | São Tomé e Príncipe                                                          | 0 – 1                                                                        | Guinea-Bissau                                                                | Qual. Coppa d'Africa 2023                                                    | -                                                                            | 79’                                                                          |
| 17-11-2023                                                                   | Marrakech                                                                    | Burkina Faso                                                                 | 1 – 1                                                                        | Guinea-Bissau                                                                | Qual. Mondiali 2026                                                          | 1                                                                            | 68’                                                                          |
| 20-11-2023                                                                   | Il Cairo                                                                     | Gibuti                                                                       | 0 – 1                                                                        | Guinea-Bissau                                                                | Qual. Mondiali 2026                                                          | -                                                                            | 84’                                                                          |
| 6-1-2024                                                                     | Bamako                                                                       | Mali                                                                         | 6 – 2                                                                        | Guinea-Bissau                                                                | Amichevole                                                                   | 1                                                                            | 65’                                                                          |
| 13-1-2024                                                                    | Abidjan                                                                      | Costa d'Avorio                                                               | 2 – 0                                                                        | Guinea-Bissau                                                                | Coppa d'Africa 2023 - 1º turno                                               | -                                                                            | 85’                                                                          |
| 18-1-2024                                                                    | Abidjan                                                                      | Guinea Equatoriale                                                           | 4 – 2                                                                        | Guinea-Bissau                                                                | Coppa d'Africa 2023 - 1º turno                                               | -                                                                            | 63’                                                                          |
| 22-3-2024                                                                    | Tétouan                                                                      | Sudan                                                                        | 1 – 0                                                                        | Guinea-Bissau                                                                | Amichevole                                                                   | -                                                                            | 88’                                                                          |
| 25-3-2024                                                                    | Tétouan                                                                      | Sudan                                                                        | 1 – 2                                                                        | Guinea-Bissau                                                                | Amichevole                                                                   | -                                                                            | 71’                                                                          |
| 6-6-2024                                                                     | Il Cairo                                                                     | Egitto                                                                       | 2 – 1                                                                        | Burkina Faso                                                                 | Qual. Mondiali 2026                                                          | -                                                                            | Cap.                                                                         |
| 10-6-2024                                                                    | Bissau                                                                       | Guinea-Bissau                                                                | 1 – 1                                                                        | Egitto                                                                       | Qual. Mondiali 2026                                                          | 1                                                                            | Cap. 66’                                                                     |
| 5-9-2024                                                                     | Bissau                                                                       | Guinea-Bissau                                                                | 1 – 0                                                                        | eSwatini                                                                     | Qual. Coppa d'Africa 2025                                                    | -                                                                            | Cap. 75’                                                                     |
| 10-9-2024                                                                    | Maputo                                                                       | Mozambico                                                                    | 2 – 1                                                                        | Guinea-Bissau                                                                | Qual. Coppa d'Africa 2025                                                    | 1                                                                            | Cap.                                                                         |
| 11-10-2024                                                                   | Bamako                                                                       | Mali                                                                         | 1 – 0                                                                        | Guinea-Bissau                                                                | Qual. Coppa d'Africa 2025                                                    | -                                                                            | Cap. 64’ 69’                                                                 |
| 15-10-2024                                                                   | Bissau                                                                       | Guinea-Bissau                                                                | 0 – 0                                                                        | Mali                                                                         | Qual. Coppa d'Africa 2025                                                    | -                                                                            | Cap.                                                                         |
| 15-11-2024                                                                   | Lobamba                                                                      | eSwatini                                                                     | 1 – 1                                                                        | Guinea-Bissau                                                                | Qual. Coppa d'Africa 2025                                                    | -                                                                            | Cap.                                                                         |
| 19-11-2024                                                                   | Bissau                                                                       | Guinea-Bissau                                                                | 1 – 2                                                                        | Mozambico                                                                    | Qual. Coppa d'Africa 2025                                                    | -                                                                            | Cap.                                                                         |
| Totale                                                                       |                                                                              | Presenze                                                                     | 35                                                                           |                                                                              | Reti                                                                         | 6                                                                            |                                                                              |

## Palmarès

### Club

#### Competizioni nazionali
- Coppa del Portogallo: 1

Desp. Aves: 2017-2018